# Comuna de Kosakowo
Kosakowo (polaco: Gmina Kosakowo) é uma gminy (comuna) na Polónia, na voivodia de Pomerânia e no condado de Pucki. A sede do condado é a cidade de Kosakowo.
De acordo com os censos de 2007, a comuna tem 8540 habitantes, com uma densidade 180,28 hab/km².

## Área
Estende-se por uma área de 47,37 km², incluindo:
- área agricola: 54%
- área florestal: 12%

## Demografia
Dados de 30 de Junho 2007:
|                      | Total   | Total | Mulheres | Mulheres | Homens  | Homens |
| -------------------- | ------- | ----- | -------- | -------- | ------- | ------ |
|                      | pessoas | %     | pessoas  | %        | pessoas | %      |
| População            | 8540    | 100   | 4252     | 49,8     | 4288    | 50,2   |
| Densidade (pop./km²) | 180,3   | 100   | 89,8     | 89,8     | 90,5    | 90,5   |

De acordo com dados de 2005, o rendimento médio per capita ascendia a 2791,57 zł.

## Comunas vizinhas
- Gdynia, Rumia, Reda, Puck.